# Israel Natan Herstein
Israel „Jicchak” Natan Herstein (ur. 28 marca 1923 w Lublinie, zm. 9 lutego 1988 w Chicago) – amerykański matematyk zajmujący się głównie algebrą pierścieni.

## Życiorys
Herstein wyemigrował wraz z rodziną do Kanady w roku 1928. Studiował na University of Manitoba i University of Toronto, uzyskując w roku 1946 stopień Master of Arts. Doktorat uzyskał 1948 na Indiana University pod kierunkiem Maxa Zorna na podstawie pracy z dziedziny algebry dywizorów. Pracował na uniwersytetach: University of Kansas, Ohio State University, University of Chicago, University of Pennsylvania oraz Cornell University.
W roku 1962 został profesorem University of Chicago. Wypromował 30 doktorantów.
W młodości utrzymywał się z pracy przy remontach wysokich budowli. Uprawiał sport: piłkę nożną, hokej, golf, tenis i bilard.

## Publikacje
- Topics in Algebra 1964
- Noncommutative Rings, Carus Mathematical Monographs 1968.
- Rings with involution 1976
- Abstract Algebra 1986